# 异紫花前胡内酯
异紫花前胡内酯（英語：或）是一种有机化合物，分子式C14H14O4，是补骨脂素和其他呋喃香豆素生物合成的前体。